# NGC 5274
NGC 5274 é uma galáxia elíptica (E) localizada na direcção da constelação de Canes Venatici. Possui uma declinação de +29° 50' 52" e uma ascensão recta de 13 horas, 42 minutos e 23,3 segundos.
A galáxia NGC 5274 foi descoberta em 25 de Maio de 1881 por Édouard Jean-Marie Stephan.